# Jardin d'horticulture de Chartres
Le jardin d'horticulture de Chartres ou jardin d'horticulture Eugène-Hurtault est créé en 1856 par la Société d'horticulture d'Eure-et-Loir (SHEL) à Chartres, préfecture du département français d'Eure-et-Loir en région Centre-Val de Loire. D'une surface de 1,7 hectare, ce jardin de type anglais, situé près de l'Eure, est classé parmi les deux cents plus beaux jardins de France.

## Situation
- Le viaduc de la ligne de Paris à Chartres par Gallardon, construite à partir de 1907 et aujourd'hui désaffectée, surplombe la propriété le long de sa limite nord.
- Le jardin est placé sur le parcours de la Véloscénie Paris - Le Mont-Saint-Michel, à l'entrée de Chartres en provenance d'Épernon ;

## Historique

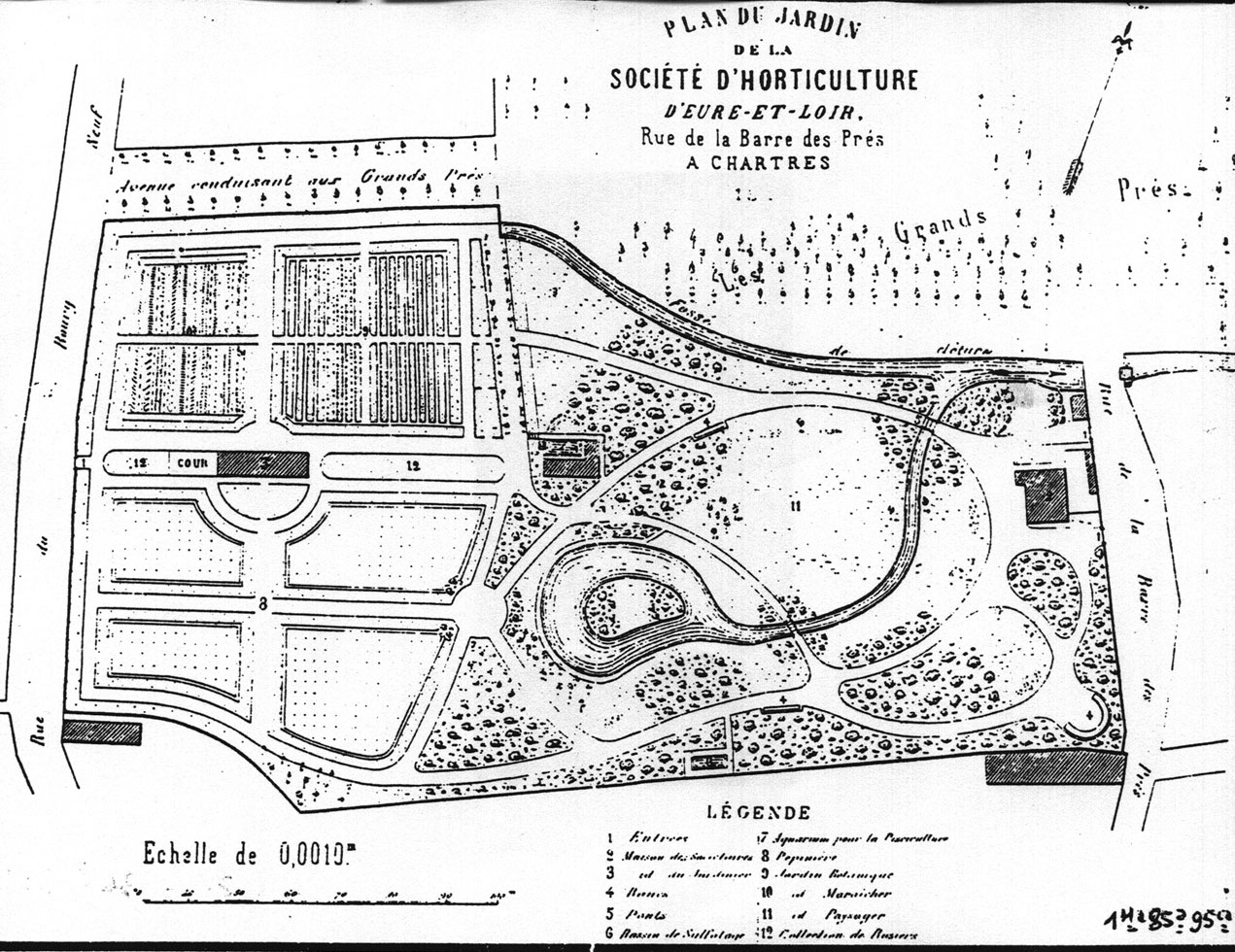
Plan du jardin à sa création.

Les principales dates clés se résument ainsi :
- L'ancienne propriété « Beaurepaire » appartenait depuis 592 ans aux hospices de Chartres. En 1886, ces derniers s'installent rue du Docteur-Maunoury et vendent la propriété à la SHEL ;
- En 1898, le président de la Société d'horticulture est Émile Labiche[3] ;
- En 1944, le jardin est bombardé, ce qui nécessite de nouvelles plantations après 1945 ;
- Depuis 1954, la ville de Chartres assure, par convention, l’entretien et le fleurissement des lieux.

Il est à noter qu'en 1910 est installée dans le jardin une statue en marbre de Jean-Baptiste Hugues de 1893, la Muse de la Source. Mutilée, elle rejoint en 2011 par mesure de précaution les réserves du musée des Beaux-Arts de Chartres, son socle, figurant le rebord d'une fontaine ornée de strigiles et de putti, restant en place.

## Description

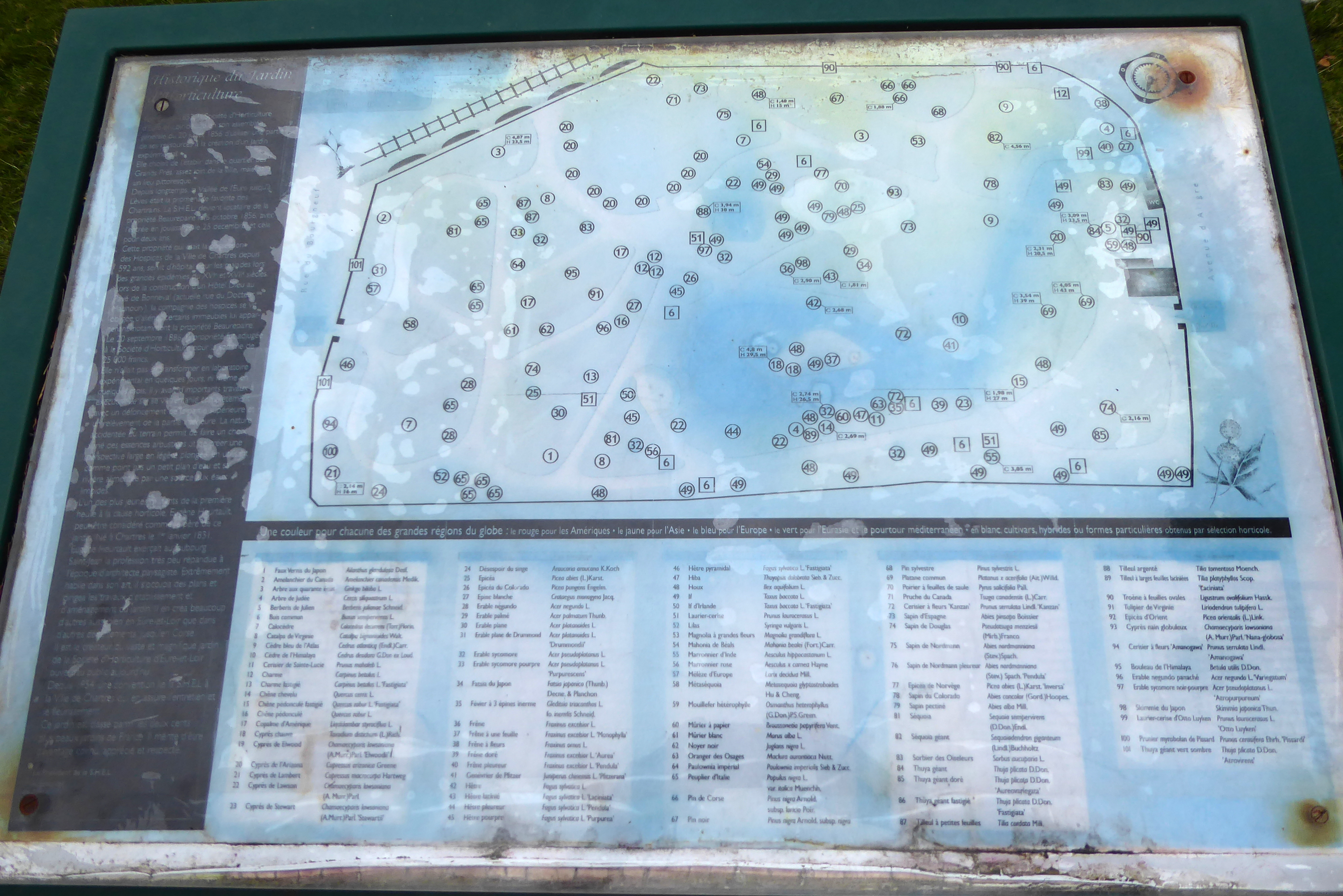
Plan de l'arboretum.

Le jardin présente de nombreux arbres multicentenaires et compte environ cinq cents variétés de plantes.

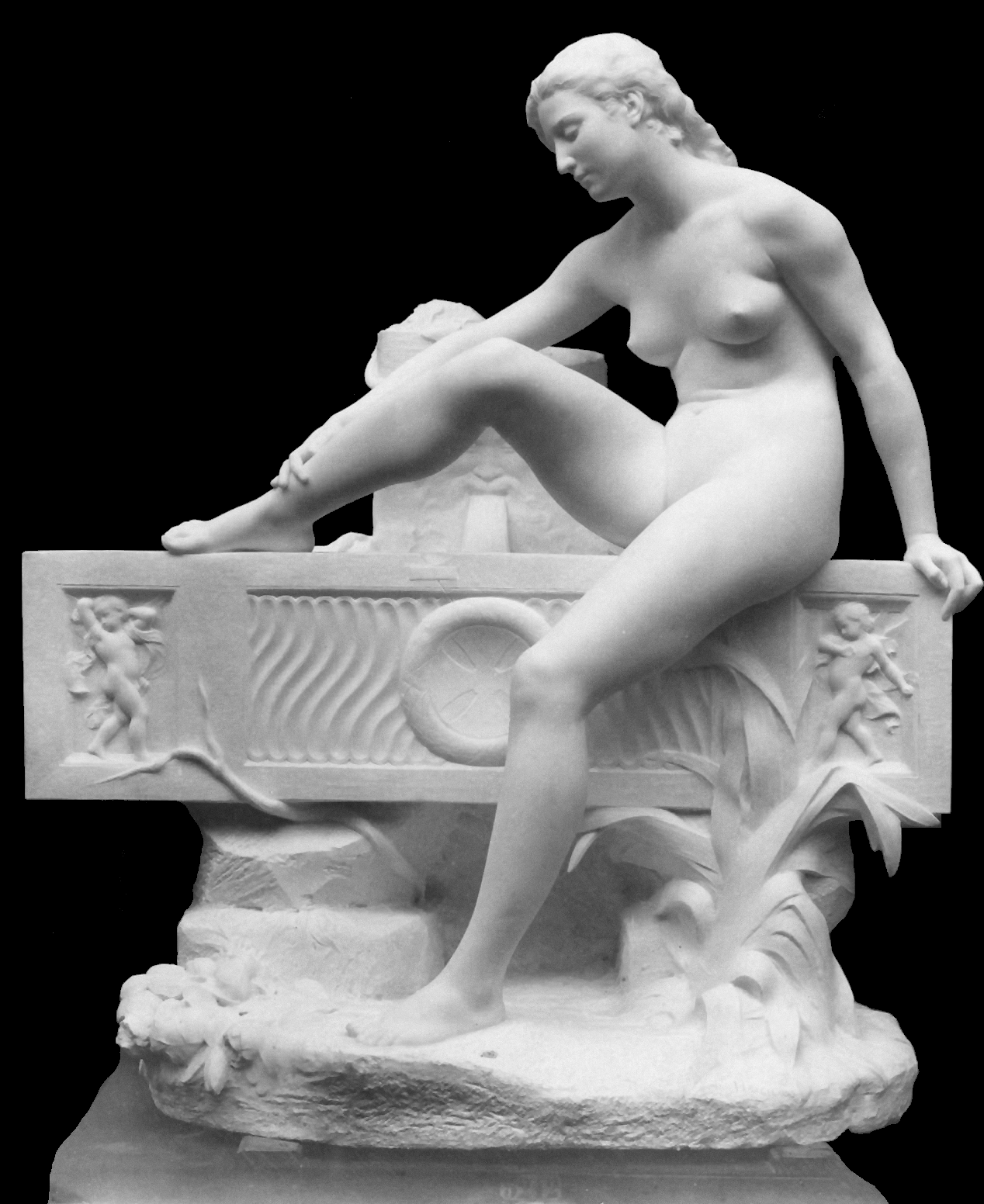
La Muse de la source, Jean-Baptiste Hugues, 1893 (version en plâtre).

Le patrimoine arboré abrite 91 essences d'arbres, avec une répartition équilibrée entre feuillus et conifères. L'if est l'espèce la plus représentée avec 30 % des individus. Plusieurs arbres sont particulièrement remarquables :
- un arbre aux quarante écus (ginkgo biloba), circonférence à 1,30 m : 5,20 m[6], hauteur 23,5 m[7] (n° 3) ;
- un couple de cyprès chauves, dont le plus gros a une circonférence à 1,30 m de 5,03 m[6] et une hauteur de 29,5 m[7] (n° 18) ;
- un désespoir du singe (n° 24) ;
- un magnolia à grandes fleurs qui se trouve à l'origine au sud-est des États-Unis (n° 53) ;
- deux platanes communs, dont le plus gros a une circonférence de 4,05 m et une hauteur de 43 m[7], soit l'arbre le plus haut du jardin (n° 69) ;
- un séquoia géant d'une circonférence de 4,56 m[7] (n° 82).

Durant l'hiver 2024-2025, deux espèces nouvelles sont plantées :
- un acajou de Chine, Cedrela sinensis, cultivar flamingo, en bordure du cours d'eau, près de la passerelle conduisant au pavillon Beaurepaire ;
- un pin parasol du Japon, Sciadopitys verticillata, originaire de l'île de Shikoku, planté en contrebas du théâtre de verdure.

Le jardin accueille également une aire de jeux pour les enfants et de nombreux bancs pour les visiteurs.

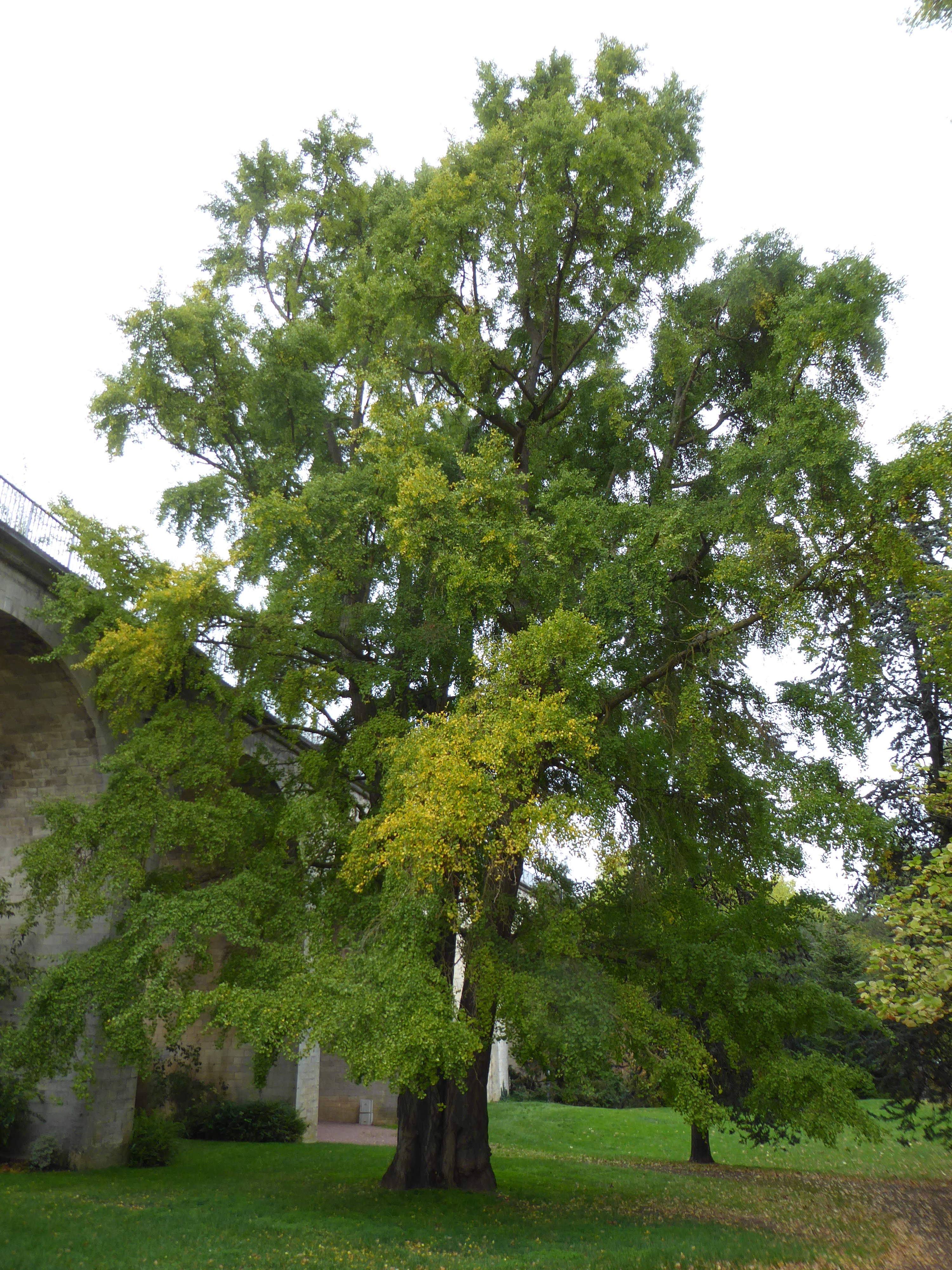
N° 3 Ginkgo biloba.
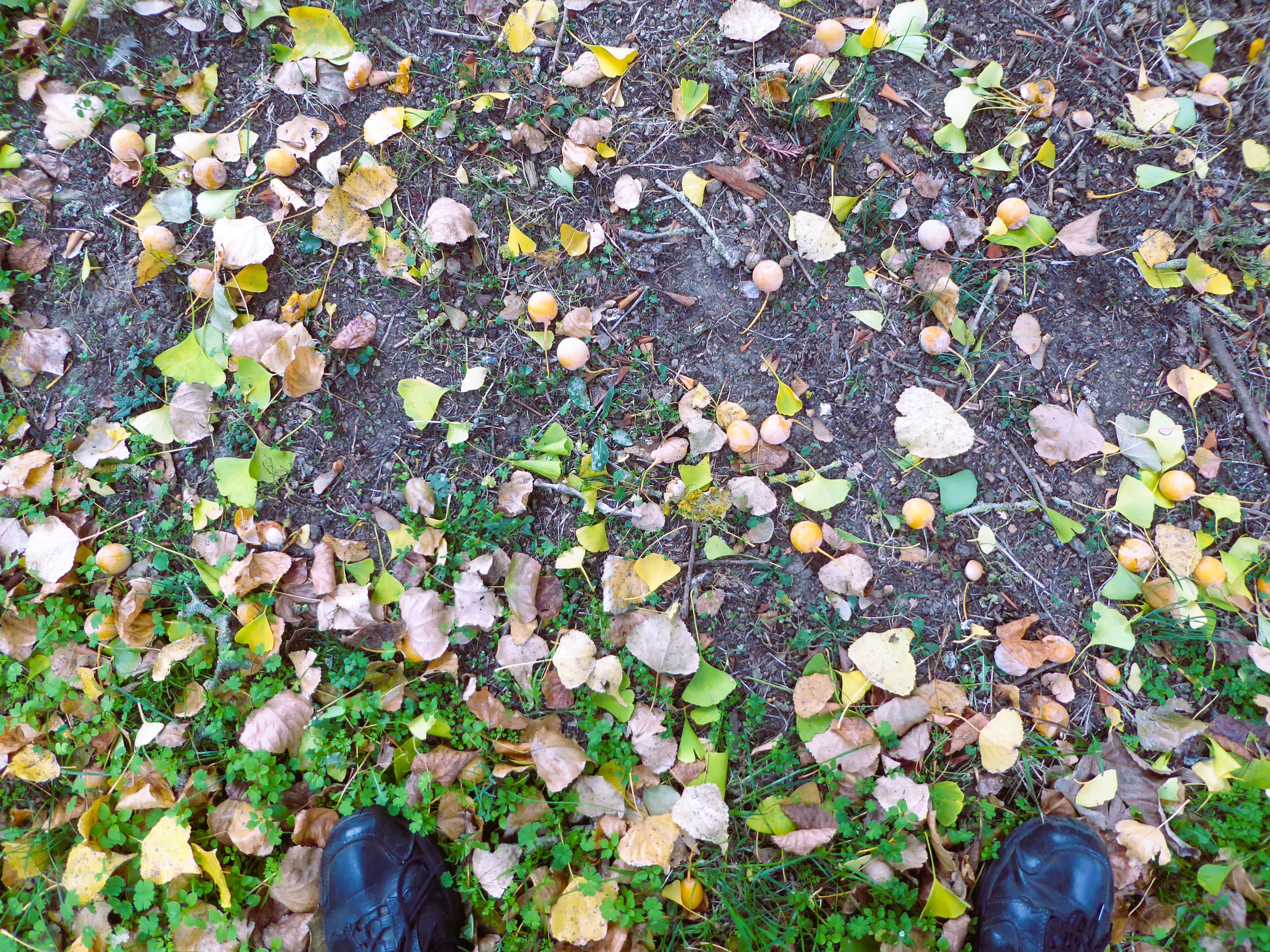
N° 3 Fruits et feuilles sous le ginkgo biloba.
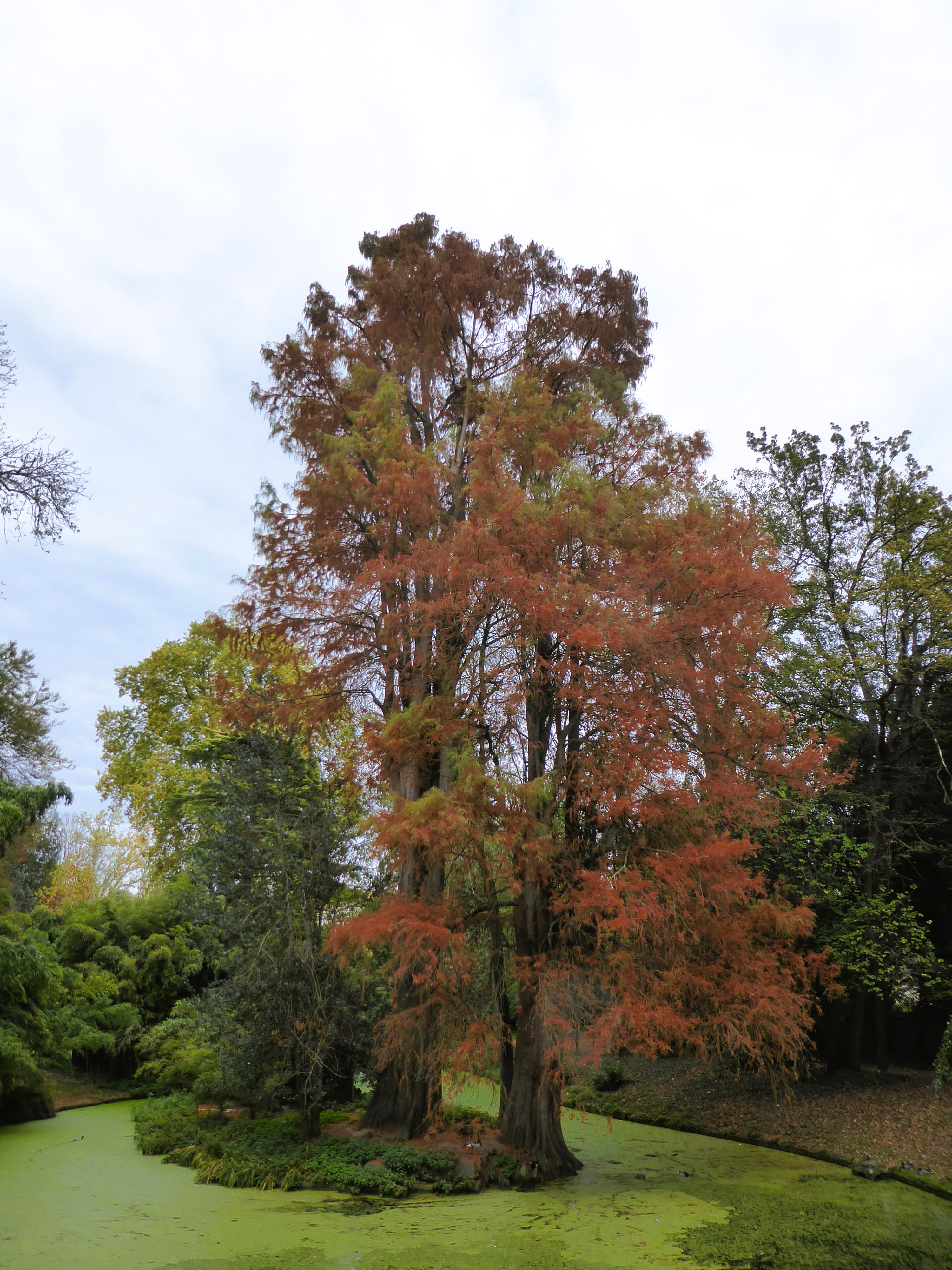
N° 18 Cyprès chauves.
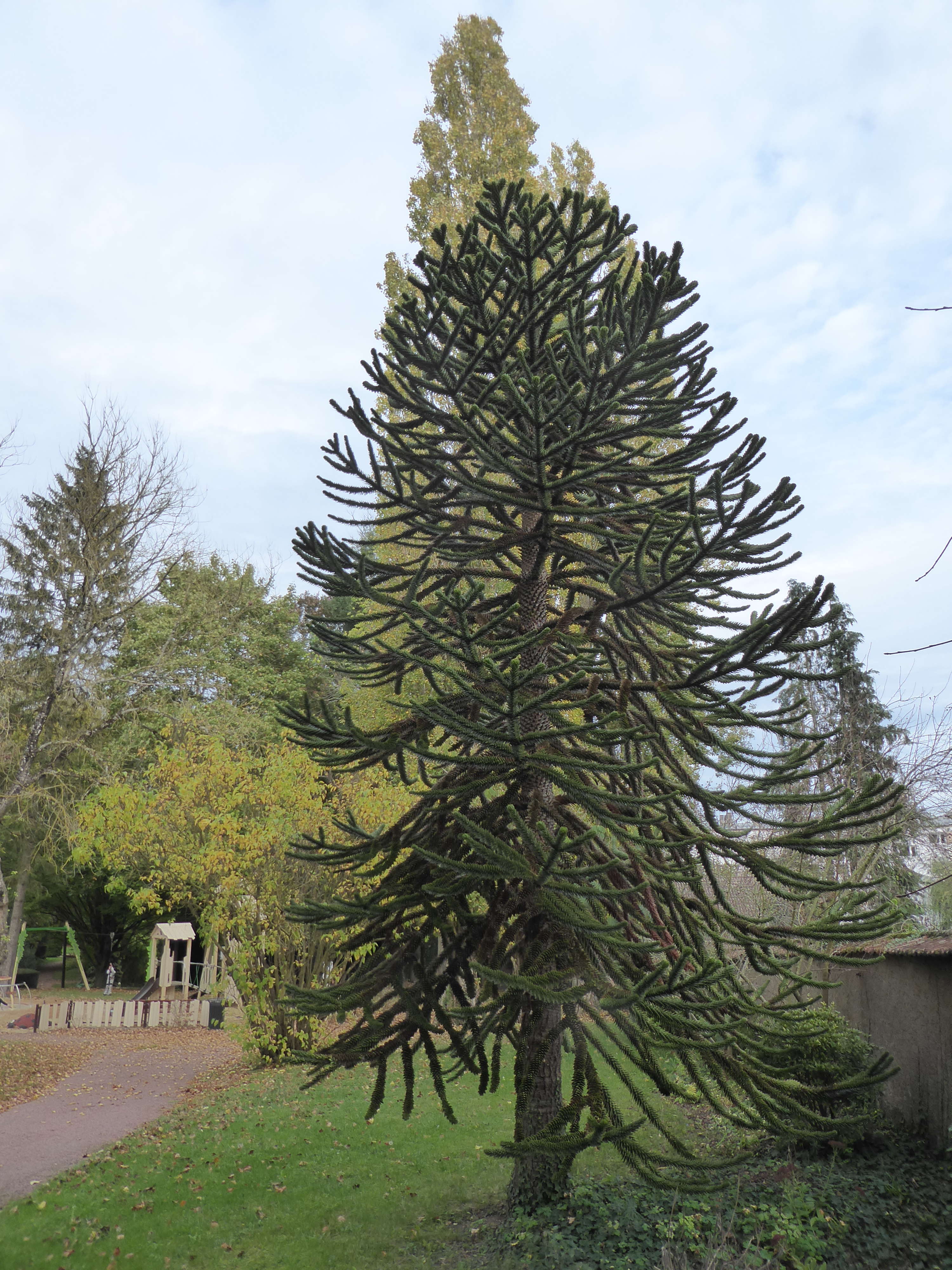
N° 24 Désespoir du singe.
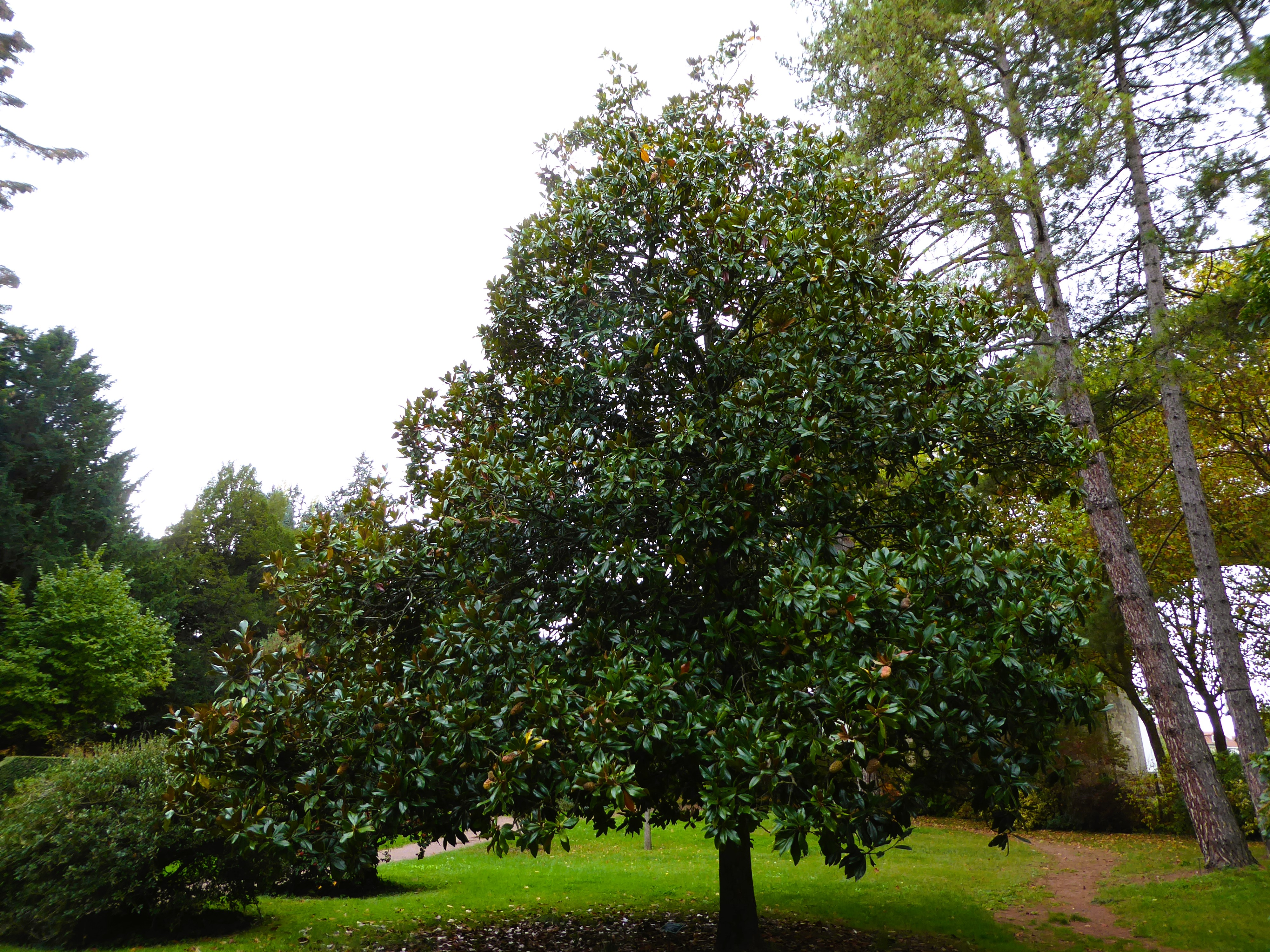
N° 53 Magnolia à grandes fleurs.
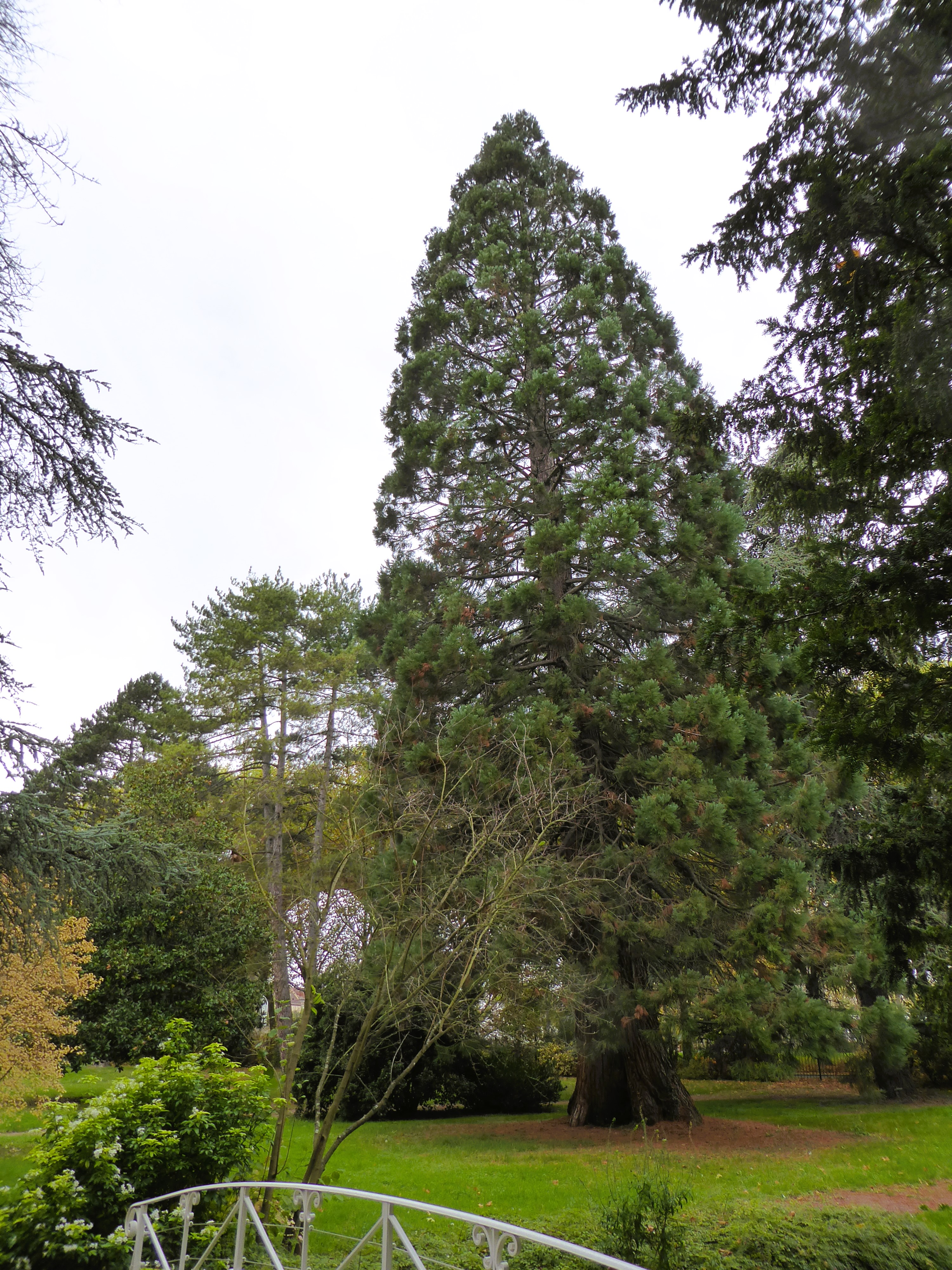
N° 82 Séquoia géant.